# Antonio García Conejo
Antonio García Conejo (Carácuaro de Morelos, Michoacán; 5 de septiembre de 1971) es un abogado y político mexicano, miembro del Partido de la Revolución Democrática. Ha sido presidente municipal de Huetamo, diputado al Congreso de Michoacán, diputado federal de 2012 a 2015 y senador de México desde 1 de septiembre de 2018.

## Biografía
Antonio García Conejo es abogado egresado de la Universidad Michoacana de San Nicolás de Hidalgo, previamente emigró a Estados Unidos por razones laborales y fue soldado del Ejército Mexicano; desde 1995 ocupó diversos cargos en la estructura del PRD en el estado de Michoacán, como candidato a diputado federal suplente, a regidor, integrante del servicio electoral del partido y miembro del Consejo Estatal.
De 2002 a 2003 fue secretario particular de la alcaldesa de Zitácuaro y de ese año a 2004 secretario del ayuntamiento de Carácuaro; en 2004 fue elegido Presidente municipal de Huetamo, concluyendo su periodo en 2007 en que fue a su vez electo diputado al Congreso de Michoacán para el periodo con concluyó en 2011. En el congreso michoacano ocupó la Presidencia de la mesa directiva y de la comisión de asuntos migratorios.
Fue diputado local propietario por mayoría relativa, Congreso del Estado de Michoacán 2007 - 2011.
Electo diputado federal en representación del XI Distrito Electoral Federal de Michoacán a la LXII Legislatura de 2012 a 2015, fue secretario de la Comisión de Recursos Hidráulicos e integrante de las comisiones de Asuntos Alimentarios, de la Alimentación, de la Cuenca de la Bajo Pánuco, de Ganadería y de Infraestructura.
Causó notoriedad el 12 de diciembre de 2013 durante una larga sesión de la Cámara de Diputados en que se debatía la aprobación de la Reforma energética propuesta por el gobierno de Enrique Peña Nieto —la cual la izquierda y un sector de la sociedad mexicana considera privatizadora de las empresas públicas Petróleos Mexicanos y Comisión Federal de Electricidad— mientras hacía uso de la palabra en la tribuna se desnudó en protesta por el despojo que en su opinión se perpetraba contra el país mediante dicha modificación legal.
Fue diputado local suplente, en el Congreso del Estado de Michoacán 2017-2018.
Es medio hermano del también político, líder perredista y Silvano Aureoles Conejo.
En 2018 obtuvo la candidatura de la colación Por México al Frente, logrando su incorporación al Senado por la primera minoría del Estado de Michoacán de Ocampo. Es Presidente de la Comisión de Turismo e integrante de las comisiones de Gobernación; Recursos Hidráulicos; Relaciones Exteriores; Desarrollo Urbano, Ordenamiento Territorial y Vivienda; Agricultura, Ganadería, Pesca y Desarrollo Rural.